# Данијел Гафорд
Данијел Гафорд (енгл. Daniel Gafford, рођен 1. октобра 1998.) амерички је кошаркаш. Игра на позицијима центра и крилног центра, а тренутно наступа за Далас мавериксе.

## Средњошколска каријера
Гафорд је био регрут са четири звездице у средњој школи, а 2015. је добио понуде из више школа, укључујући Канзас, Вандербилт и Флориду. 1. августа 2015. Гафорд је отишао у Арканзас. Гафорд је такође играо фудбал док је одрастао и играо је на широком пријемнику до деветог разреда средње школе Ел Дорадо. Такође је био у маршевском оркестру и то приписује развоју својих вештина.

## Колеџ
У свом првом старту за Рејзорбаксе, Гафорд је завршио савршеним шутем 8 за 8, заједно са 7 скокова и 6 блокова против Минесоте. Гафорд је постигао 21 поен, 10 скокова и седам блокада против 14. Оберна. После прве сезоне у којој је просечно бележио 11,8 поена и 6,2 скока по утакмици, Гафорд је најавио да ће се вратити у Арканзас на другу годину уместо да се пријави за НБА драфт 2018. Након прве сезоне, Гафорд је именован у СЕЦ Ол-Фрешмен тим. Дана 18. марта 2019, након Гафордове друге сезоне, објављено је да ће Гафорд прескочити национални позивни турнир 2019. како би се припремио за НБА драфт 2019. године. Гафорд је побољшао своју статистику током своје друге године у Арканзасу, у просеку 16,9 поена, 8,6 скокова и 1,9 блокада по утакмици. Именован је у СЕЦ Ол-СЕЦ тим за 2019, као и за први тим Ол-СЕЦ.

## Професионална каријера

### Чикаго булси (2019–2021)
Гафорд је био 38. пик Чикаго булса на НБА драфту 2019. године. Чикаго булси су 8. јула 2019. године објавили да су потписали са Гафордом. Гафорд је 26. октобра 2019. одиграо свој НБА деби, сишавши са клупе у поразу од Торонто репторса резултатом 84–108 уз скок. Био је распоређен у Винди Сити булсе за прву ноћ сезоне НБА Г лиге. Гафорд је 15. јануара 2020. повредио палац на само 1 минуту и 21 секунди у мечу против Вашингтон визардса. Следећег дана је објављено да неће играти око две до четири недеље јер је имао ишчашен палац.

### Вашингтон Визардси (2021 – данас)
Дана 25. марта 2021, Гафорд је трејдован у Вашингтон визардсе у трејду са три тима у којем су учествовали Бостон селтикси. Током плеј-офа НБА лиге 2021, Данијел Гафорд је оборио рекорд свих времена у проценту шутева (минимално 15 покушаја шута) са невероватних 84,6%. Гафорд је 18. октобра 2021. потписао трогодишњи уговор са Визардсима за 40,2 милиона долара.

## Статистика

### НБА

#### Регуларна сезона
| Сезона   | Екипа              | ОУ  | СУ | МПУ  | ПШ%  | 3П%  | СБ%  | СПУ | АПУ | УПУ | БПУ | ППУ  |
| -------- | ------------------ | --- | -- | ---- | ---- | ---- | ---- | --- | --- | --- | --- | ---- |
| 2019–20  | Чикаго булси       | 43  | 7  | 14.2 | .701 | —    | .533 | 2.5 | .5  | .3  | 1.3 | 5.1  |
| 2020–21  | Чикаго булси       | 31  | 11 | 12.4 | .690 | —    | .659 | 3.3 | .5  | .4  | 1.1 | 4.7  |
| 2020–21  | Вашингтон визардси | 23  | 0  | 17.7 | .681 | —    | .672 | 5.6 | .5  | .7  | 1.8 | 10.1 |
| 2021–22  | Вашингтон визардси | 72  | 53 | 20.1 | .693 | .000 | .699 | 5.7 | .9  | .4  | 1.4 | 9.4  |
| Каријера | Каријера           | 169 | 71 | 16.8 | .692 | .000 | .657 | 4.4 | .7  | .4  | 1.4 | 7.6  |

#### Плеј-оф
| Сезона   | Екипа              | ОУ | СУ | МПУ  | ПШ%  | 3П% | СБ%  | СПУ | АПУ | УПУ | БПУ | ППУ  |
| -------- | ------------------ | -- | -- | ---- | ---- | --- | ---- | --- | --- | --- | --- | ---- |
| 2021     | Вашингтон визардси | 5  | 2  | 23.4 | .846 | —   | .625 | 5.8 | .6  | 1.0 | 2.0 | 11.8 |
| Каријера | Каријера           | 5  | 2  | 23.4 | .846 | —   | .625 | 5.8 | .6  | 1.0 | 2.0 | 11.8 |

### Колеџ
| Сезона  | Екипа               | ОУ | СУ | МПУ  | ПШ%  | 3П% | СБ%  | СПУ | АПУ | УПУ | БПУ | ППУ  |
| ------- | ------------------- | -- | -- | ---- | ---- | --- | ---- | --- | --- | --- | --- | ---- |
| 2017–18 | Арканзас рејзорбекс | 35 | 26 | 22.6 | .605 | –   | .528 | 6.2 | .7  | .5  | 2.2 | 11.8 |
| 2018–19 | Арканзас рејзорбекс | 32 | 32 | 28.7 | .660 | –   | .591 | 8.6 | .7  | .9  | 1.9 | 16.9 |
| Career  | Career              | 67 | 58 | 25.5 | .635 | –   | .562 | 7.4 | .7  | .7  | 2.1 | 14.5 |